# Berliner Straße (Wuppertal)

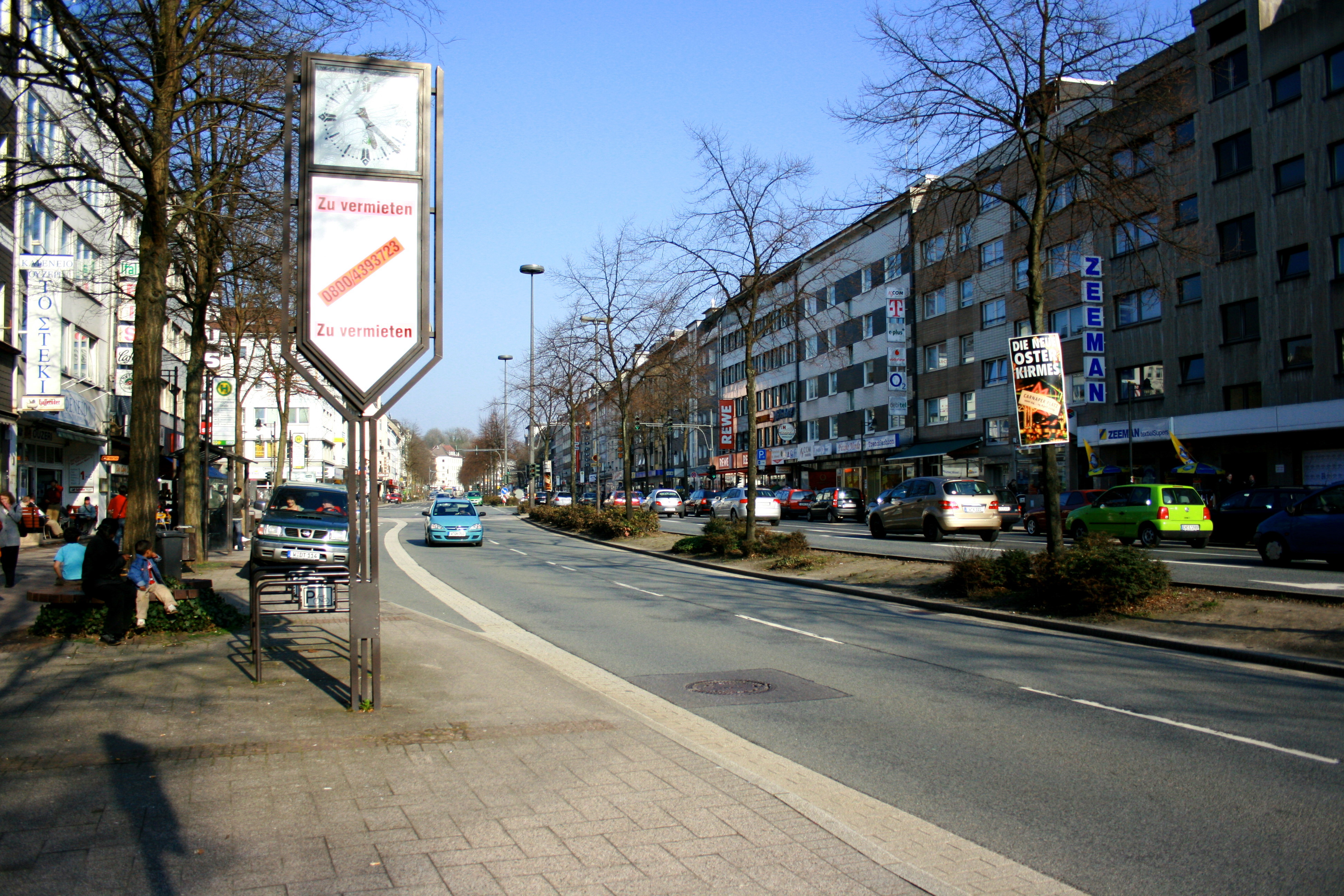
Wohnhäuser mit einer bunten Mischung von Geschäften, Restaurants, Cafés und Bankfilialen

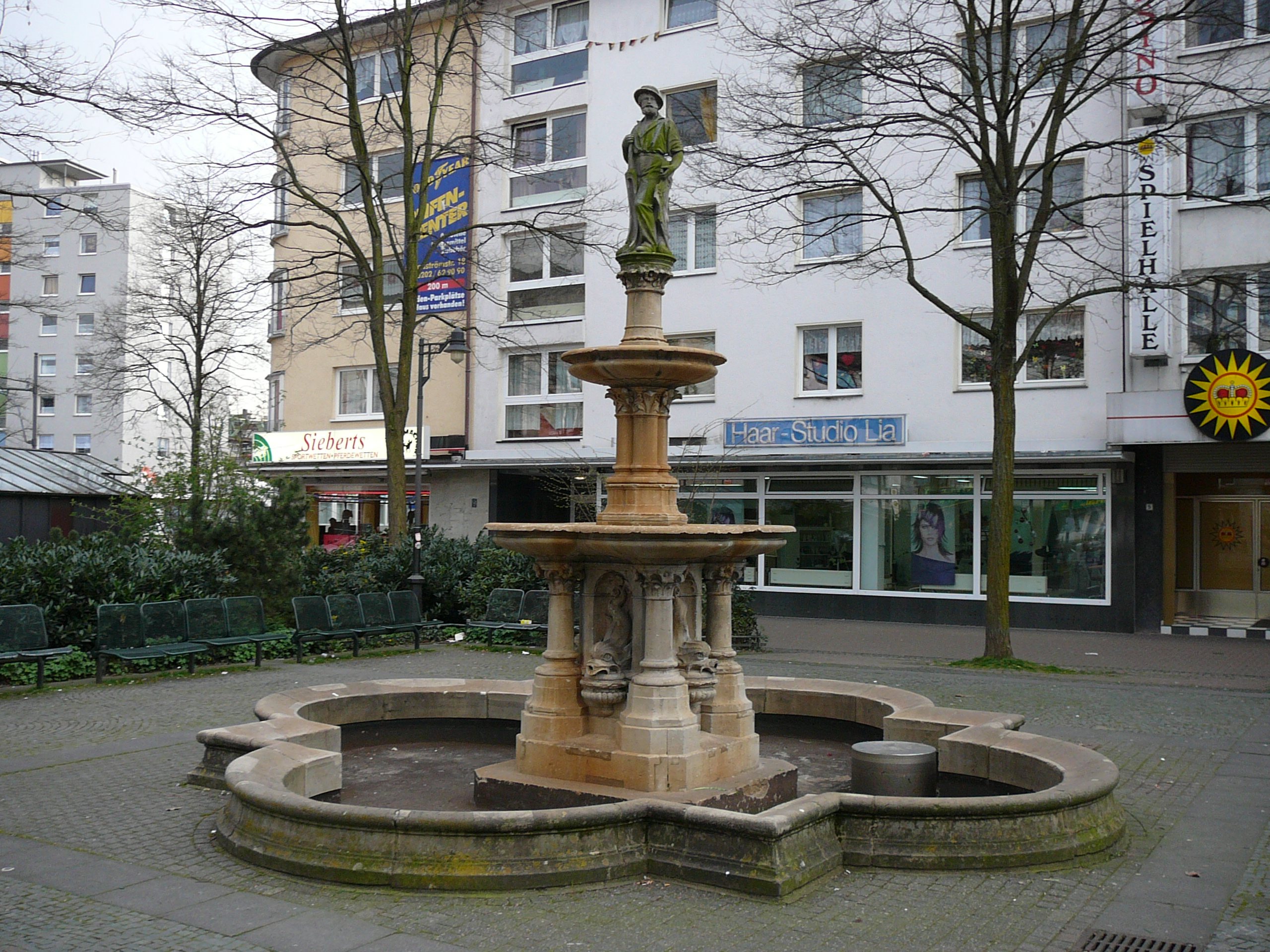
Bleicherbrunnen am Wupperfelder Markt

Die Berliner Straße ist eine Hauptverkehrsstraße in Wuppertal und ein rund 1,5 Kilometer langes Teilstück der Bundesstraße 7 (B 7). Im Stadtteil Barmen (Stadtbezirk Oberbarmen) verläuft sie von Westen, als Verlängerung der Höhne, in Richtung Osten vorbei am Berliner Platz, bis sie hinter der Rauentaler Brücke in die Straße Höfen übergeht. Vom Beginn an, an der Werther Brücke, verläuft sie parallel zur Wupper.

## Geschichte
Die Straße wurde am 16. Mai 1945 in den heute gültigen Namen „Berliner Straße“ umbenannt. Vorher, in der NS-Zeit, hieß sie nach dem preußischen General Erich Ludendorff (1865–1937) „Ludendorffstraße“ (1938–1945). Davor war sie schon als Berliner Straße im Adressbuch von 1858 eingetragen.
Ende der 1950er Jahre wurde sie, wie die gesamte B 7, breitspurig ausgebaut. Nach der Stilllegung der Straßenbahn in Wuppertal 1987 war sie auch eines der ersten Teilstücke der B 7, das nach dem sogenannten „Rahmenplan“ umgebaut wurde. Er folgte dem Leitbild des „stadtverträglichen Verkehrs“ und machte die Straße zu einer Allee. Konkret wurde statt der Gleise in Grünstreifen in der Straßenmitte angelegt, Fuß-Unterführungen durch Überwege ersetzt, ein Radweg gebaut, die Fahrspuren schmaler und der Gehweg breiter gestaltet und Bäume gepflanzt. Etwa gleichzeitig renovierte man auch den Berliner Platz und den Wupperfelder Markt. Der erste Bauabschnitt der Straße zwischen dem Berliner Platz und der  Einmündung Brändströmstraße wurde am 2. November 1991 eingeweiht, der östlich anschließende im Oktober 1994, jeweils nach etwa zwei Jahren Bauzeit eröffnet.
Da es in dem Bereich viele Menschen verunfallten, ordnete die Unfallkommission im August 2024 an, die Geschwindigkeit auf 30 km/h zu reduzieren.

## Bauwerke
Ehemals stand an der Ecke Berliner Straße/Von-Eynern-Straße das Kino Odin. Das im Krieg nahezu unbeschädigte Jugendstilgebäude wurde 1972 trotz Protesten des Landeskonservators abgerissen.